# Mellansjön, Västergötland
Mellansjön är en sjö i Svenljunga kommun i Västergötland och ingår i Ätrans huvudavrinningsområde.